# Starohradský rybník
Starohradský rybník je rybník o rozloze vodní plochy cca 0,97 ha zhruba obdélníkovitého tvaru o rozměrech cca 90 × 110 m nalézající se na východním okraji obce Staré Hrady v okrese Jičín. Starohradský rybník je pozůstatkem někdejší rozsáhlé rybniční soustavy nalézající se v okolí městečka Libáň. Rybník je zakreslen na mapovém listě č. 76 z prvního vojenského mapování z let 1764–1768.
Rybník je současnosti využíván pro chov ryb. V blízkosti Starohradského rybníka se nalézá několik malých rybníčků využívaných jako sádka.

## Galerie

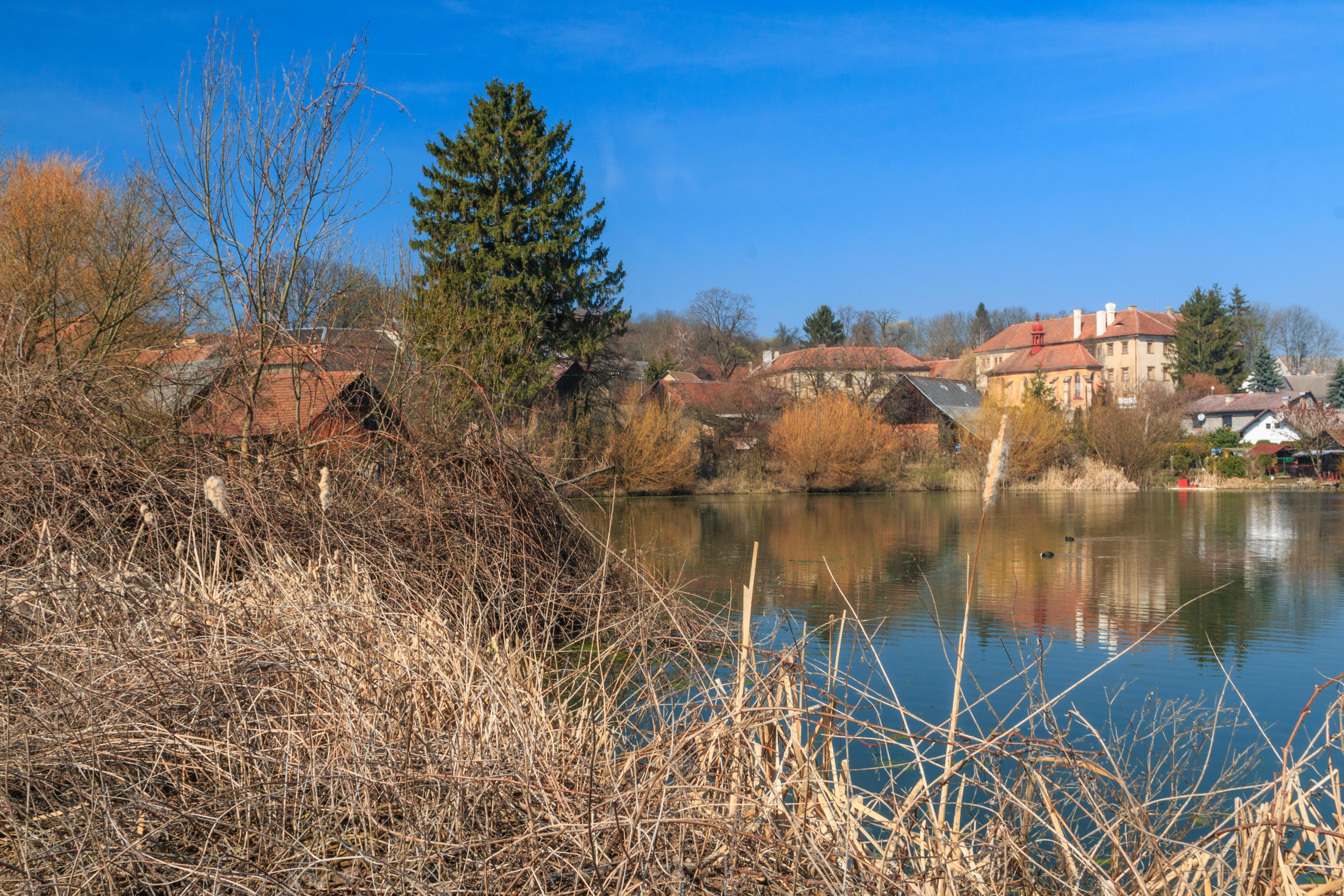
pohled na Starohradský rybník
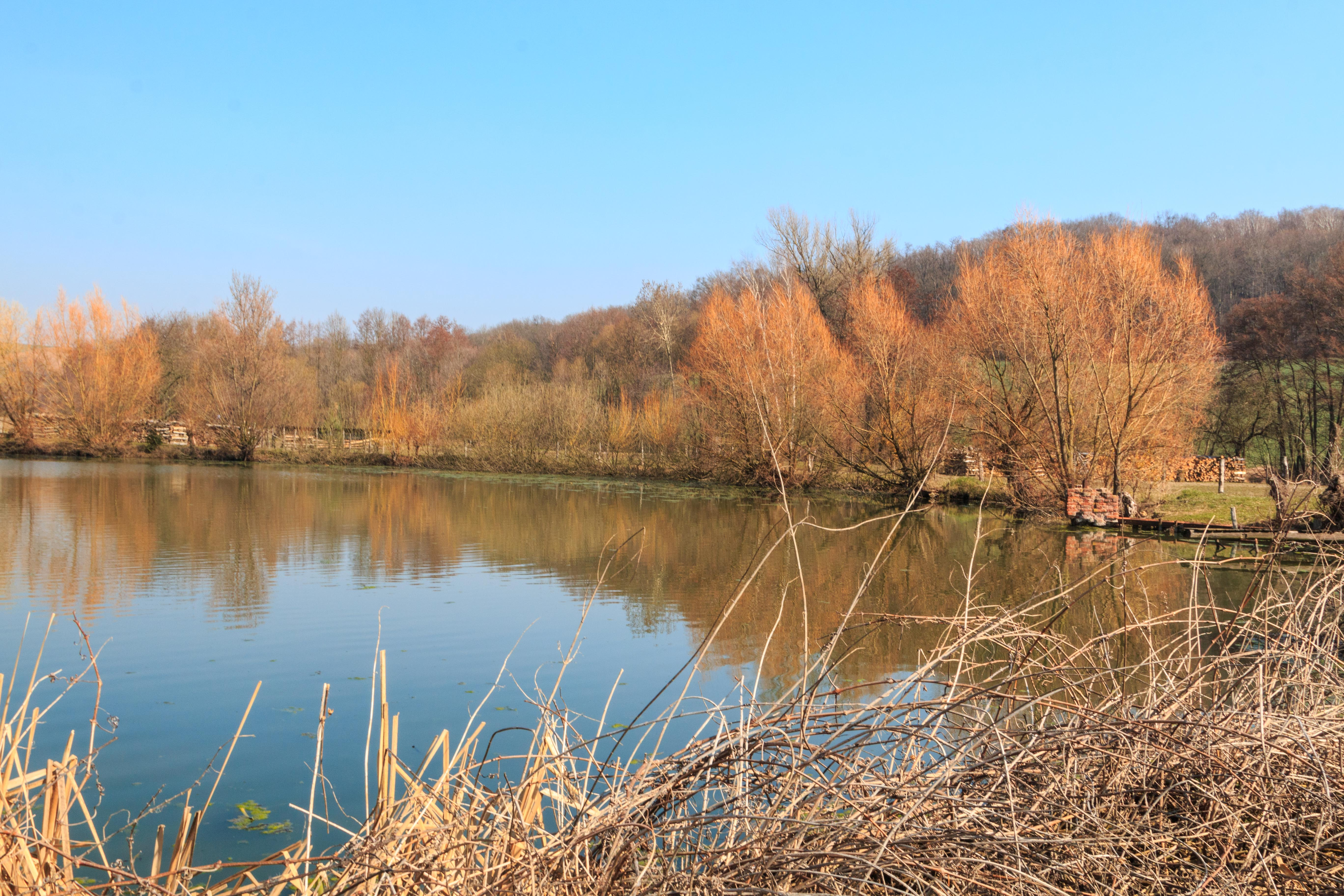
pohled na Starohradský rybník
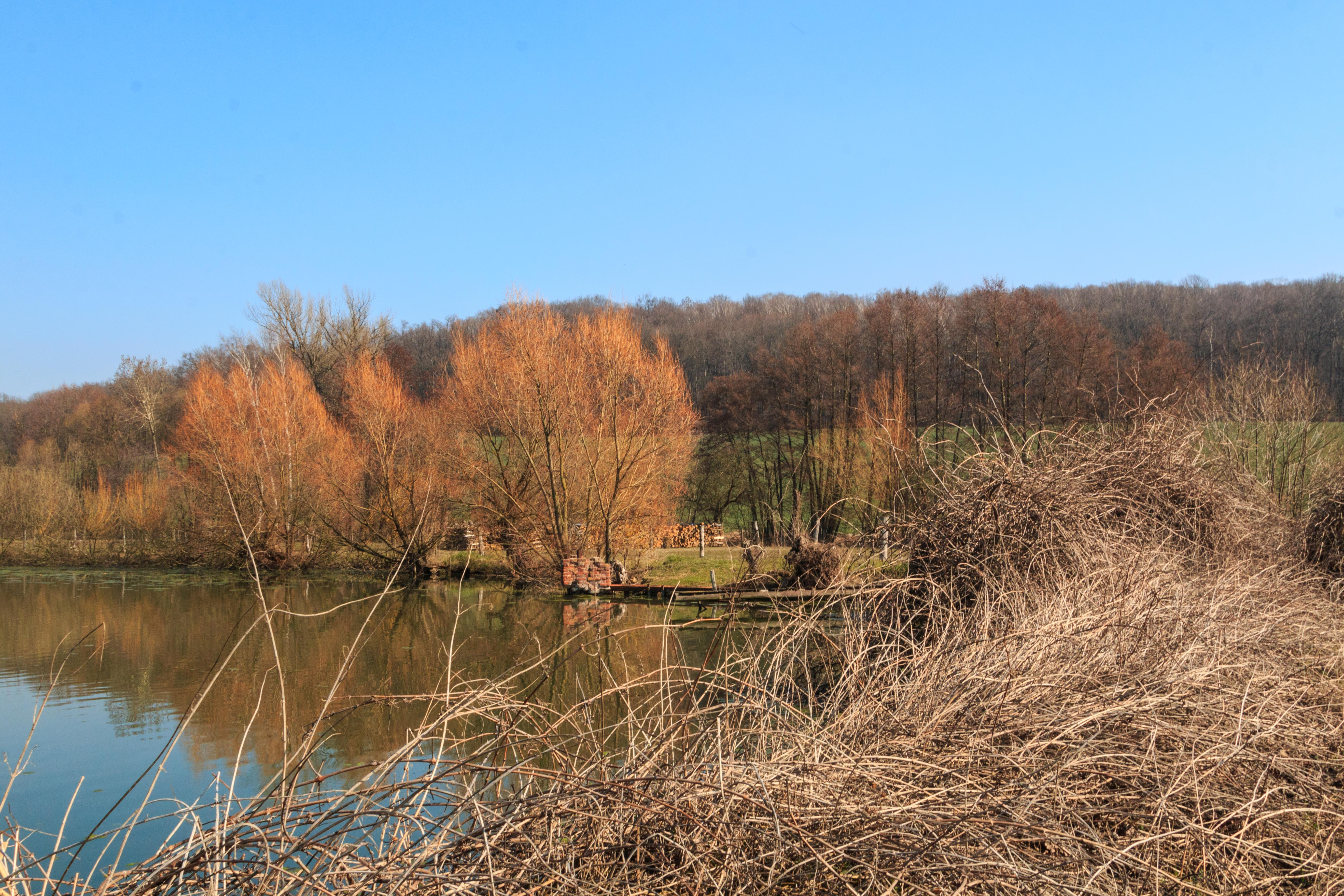
pohled na Starohradský rybník